# 우디 쇼
우디 쇼(영어: Woody Shaw, 1944년 12월 24일 ~ 1989년 5월 10일)는 미국의 재즈 트럼펫 연주자, 플루겔호른 연주자, 코넷 연주자, 작곡가, 편곡자, 밴드리더, 교육자였다. 쇼는 20세기의 가장 중요하고 영향력 있는 재즈 트럼펫 연주자이자 작곡가 중 한 명으로 널리 알려져 있다. 그는 종종 현대 재즈 트럼펫 연주에서 기술적, 조화적 언어에 혁명을 일으킨 것으로 인정받으며, 오늘날까지 많은 사람들에 의해 이 악기의 주요 혁신자 중 한 명으로 여겨진다. 그는 호평을 받은 재즈의 거장, 멘토, 그리고 대변인이었고 그의 시대의 많은 선도적인 음악가들과 함께 일하고 녹음했다.

## 생애

### 건강 문제 및 사망
1980년대 후반, 쇼는 불치의 퇴행성 눈병인 망막색소변성증으로 거의 실명했다. 성인 생활 내내 헤로인을 복용했던 쇼는 1989년 초 유럽에서의 장기 체류를 마치고 미국으로 돌아왔을 때 건강이 좋지 않았다. 그는 공항에 휠체어가 필요했다. 1989년 2월 27일 아침, 쇼는 뉴욕 브루클린에서 지하철 차량에 치여 왼쪽 팔을 망가뜨리고 머리 외상을 포함한 다른 부상을 입혔다. 사고 전날 밤, 맥스 로치는 쇼가 머물고 있는 뉴어크로 리무진을 보내 로치의 연주를 듣기 위해 쇼를 데리고 빌리지 뱅가드로 갔다. 세트장이 끝난 후, 로치는 뉴어크로 돌아갈 충분한 돈을 가지고 한밤중에 쇼를 택시에 태웠다. 쇼는 뉴어크에 가지 않았고, 그날 아침 늦게 무엇이 그 사고를 일으켰는지는 불분명하다. 벨뷰에 입원해 있는 동안 쇼는 신부전을 겪었고, 인공호흡기를 착용하고 한 달 이상 의식을 잃었다. 1989년 5월 10일 44세의 나이로 사망하였다.

## 교육자
그의 경력 동안, 쇼는 전 세계의 학생들에게 수많은 클리닉, 마스터 클래스, 그리고 개인 교습을 했다.
1970년대에 그와 조 헨더슨은 제이미 애버솔드의 재즈 캠프에서 교직원으로 일했다.
쇼와 함께 공부한 NEA 그랜트 수상자로는 윈튼 마살리스(링컨 센터의 재즈 음악 감독)와 잉그리드 몬슨(하버드 대학교 아프리카계 미국인 음악 교수)이 있다.
다른 학생들과 견습생들은 크리스 보티, 월리스 로니, 테런스 블랜처드를 포함했다.

## 투어
일생 동안 쇼는 유럽 전역을 투어했다. 그는 19살에 처음으로 프랑스로 이주했다. 맥스 로치와 함께 1969년 이란을 투어했다. 그는 또한 일본, 영국, 이탈리아, 독일, 스웨덴, 스위스, 네덜란드, 벨기에, 그리고 체코슬로바키아와 같은 곳을 투어했다.
1980년대 미국 문화 정보국을 위한 투어 동안, 쇼는 이집트, 수단, 그리고 아랍에미리트와 같은 나라들을 모험했다. 최근, 쇼는 뉴델리, 봄베이, 벵갈루루, 캘커타와 같은 도시에서 일하면서 인도에서 공연하고 클리닉을 하는 데 상당한 시간을 보냈다는 것이 밝혀졌다. 영화 제작자 척 프랑스가 한 인터뷰에서 여행이 중요하다고 생각하느냐고 묻자 쇼는 "가장 확실한 것은, 모든 위대한 예술가들이 그의 음악을 세상과 공유해야 한다고 생각합니다"라고 대답했다.